# Вестерхольц
Вестерхольц (нем. Westerholz) — община в Германии, в земле Шлезвиг-Гольштейн. 
Входит в состав района Шлезвиг-Фленсбург. Подчиняется управлению Лангбаллиг.  Население составляет 776 человек (на 31 декабря 2010 года). Занимает площадь 14,74 км².